# Andrija Križević
Andrija Križević "Drina", hrvatski športski dužnosnik, nogometni trener i športski publicist iz Splita.
Bio je dužnosnik splitskog nogometnog kluba Majstor s mora. Sudjelovao je na sjednici na kojoj su predstavnici JRNK Split Ante Krstulović "Snaga", Ćiro Lalić i Miće Perović, te predstavnici JŠK Majstor s mora Rade Jerin, Pjero Reić i Andrija Križević "Drina" spojili su klubove 29. srpnja 1940. godine iz čega je nastao RSK Split.
1941. bio je predsjednikom kluba. Za drugog svjetskog rata pridružio se antifašističkom pokretu. Bio je borac 4. splitske udarne brigade.
1962./63. trenirao je RNK Split.

## Djela
- Šest decenija Nogometnog saveza Općine Split 1920-1980 (suautor Dušan Marović), 1980.
- Sportaši Splita u revoluciji, 1982.
- Stazama časti : žitelji Velog Varoša poginuli u narodnooslobodilačkom ratu i socijalističkoj revoluciji 1941-1945, 1984.
- Šibenski proces Radi Končaru i drugovima 1942. godine, 1985.
- Kroz oganj i pepeo, 1988.

Pisao je članke u časopisu Povijest sporta.

## Nagrade i priznanja
- 2012.: Zlatni grb Splita (postumno)[2]